# Don't Go in the House
Don't Go in the House és una pel·lícula de terror psicològica estatunidenca de 1980 escrita i dirigida per Joseph Ellison, escrita i escrita. d'Ellen Hammill i Joe Masefield, i protagonitzada per Dan Grimaldi. La seva trama segueix un home pertorbat que, després de patir una infància abusiva en la qual la seva mare el va castigar amb cremades, es converteix en una piròman i assassí en sèrie que segresta i crema viva a qualsevol dona que s'assembla a ella.
Filmada a la històrica mansió Strauss a Atlantic Highlands (Nova Jersey a principis de 1979, Don't Go in the House es va estrenar un any més tard, a la primavera de 1980, i va rebre una forta crítica a causa de les seves representacions gràfiques de la violència, especialment una seqüència en què el protagonista crema viva una dona nua amb un llançaflames.

## Argument
Donny Kohler és un home retirat d'uns trenta anys que està obsessionat amb el foc: la seva fixació es remunta a la seva infància, durant la qual la seva mare sàdica i abusiva el cremava a la cuina de gas per "cremar el mal en ell." Després de tornar un vespre del seu treball a la fàbrica a la ruïnosa casa victoriana que comparteix amb la seva mare, ara gran, Donny descobreix que ha mort al seu dormitori de dalt. Això provoca emocions barrejades —inicialment d'excitació, ja que finalment s'allibera d'ella—, però alternativament, por, ja que comença a escoltar una veu incorpòria a la casa que sembla ser seva.
L'endemà, Donny truca malalt a la feina i es passa el dia revestint una habitació de dalt amb alumini, ignifugant-la de manera efectiva. Aquella nit, Donny visita una floristeria just abans de tancar, i una florista anomenada Kathy Jordan li ven flors per a la seva mare. A l'exterior de la botiga, Donny veu que Kathy perd el seu autobús abans de ser arengada per un grup d'homes. Quan Donny li ofereix un passeig, ella accepta. Donny parla a Kathy perquè es trobi amb la seva mare, però ella es posa nerviosa un cop a dins i intenta trucar a un taxi abans que Donny la incapaciti.
La Kathy recupera la consciència i es troba nua i encadenada al sostre de l'habitació amb parets metàl·liques. Donny entra a l'habitació amb un vestit de foc, esquitxa Kathy amb gasolina i la crema viva amb un llançaflames. L'endemà, Donny no es presenta a la feina i, en canvi, segresta una conductora amb problemes i torna a assassinar-la per immolació. Després procedeix a cantar el cadàver de la seva mare abans de vestir-lo amb la seva roba. Donny repeteix el mateix escenari d'assassinat aquella nit amb Linda, una dona que agredeix en una botiga de queviures, i l'arranja al costat de la seva mare i les altres dues víctimes.
El company de feina d'en Donny, Ben, li telefona aquella nit i l'adverteix que el seu cap acomiadarà en Donny si no es presenta de nou a la feina. Mentrestant, Donny és perseguit per les aparicions de la seva mare cremada, que sembla que el persegueix dins de la casa. Donny passa hores regalant històries de la seva vida als quatre cadàvers, que ha disposat i assegut a les cadires d'un dormitori. Ple de culpa pel que ha fet, Donny visita el pare Gerritty, el seu sacerdot local, per parlar de la naturalesa del mal. Donny confessa al pare Gerritty que la seva mare el va cremar repetidament per desfer-lo del seu "mal" innat.
Més tard, Donny accepta la invitació del seu amic Bob per anar a una doble cita en una discoteca. Quan la cita d'en Donny intenta portar-lo a la pista de ball, ella sense voler li passa el braç per sobre de l'espelma encesa de la taula, provocant records del seu maltractament infantil. Enfurismat, en Donny l'aixafa el canelobre al cap i li incendia els cabells. En Donny fuig de la discoteca i, de camí cap a casa, es troba amb dues dones borratxes a qui convenç que tornin a casa amb ell. Bobby intenta trobar en Donny i es troba amb el pare Gerritty de camí a la casa d'en Donny. Quan ningú respon a la porta principal, la trenquen i rescaten les dues dones. Donny incendia el pare Gerritty amb el seu llançaflames, però Bobby aconsegueix apagar les flames i rescatar-lo. Donny es refugia a l'habitació de la seva mare. Les veus expressen la seva decepció amb ell, i els cadàvers cremats cobren vida i l'ataquen. Els lluita frenèticament però mor; l'arrosseguen a terra mentre la casa es crema al seu voltant.
Un temps després, un nen anomenat Michael mira la notícia sobre la mort de Donny. La seva mare el renya i li pega per no apagar la televisió com ella li demana. Quan ella surt de l'habitació, Michael sent les mateixes veus que en Donny, i li diuen que han vingut a "ajudar-lo".

## Repartiment
- Dan Grimaldi com a Donald 'Donny' Kohler
  - Colin Mclnness com el jove Donald Kohler
- Charlie Bonet com a Ben
- Bill Ricci com a Vito
- Robert Osth com a Bobby Tuttle
- Johanna Brushay i Kathy Jordan
- Ruth Dardick i la Sra. Kohler
- Ralph D. Bowman com el pare Gerritty
- Joey Peschl com el fill de Bobby Tuttle
- Christian Isidore com Michael
- Eileen Dunn com a mare de Michael

## Producció

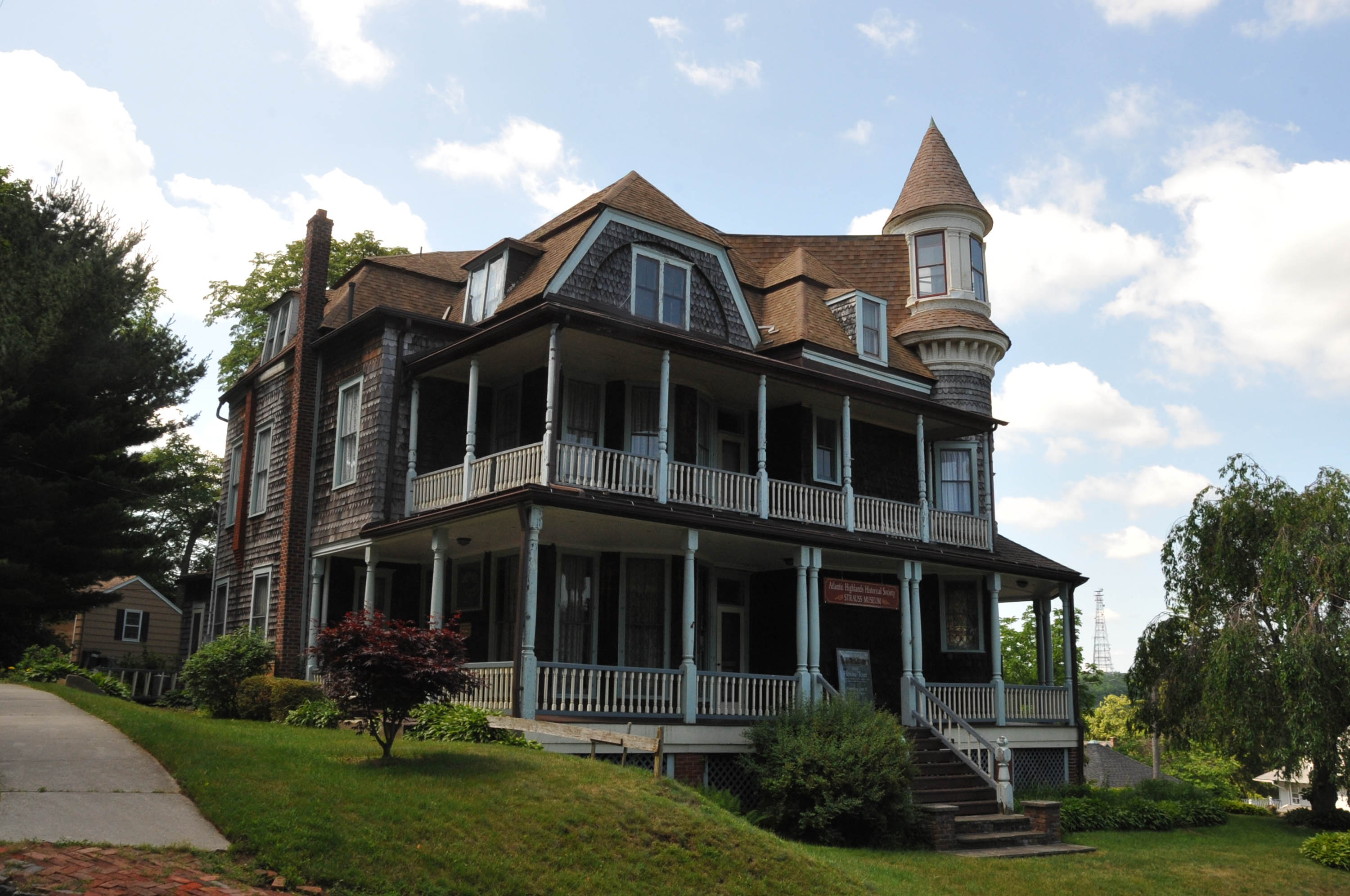
La pel·lícula es va rodar a la mansió Strauss de Nova Jersey

Don't Go in the House es va rodar a la Mansió Strauss a Atlantic Highlands (Nova Jersey) el 1979. En aquell moment, la mansió Strauss estava en estat de mal estat i s'havia utilitzat com a habitatge de baixos ingressos.

### Música
La banda sonora de la pel·lícula va ser composta per Richard Einhorn. La partitura inclou electrònica barrejada amb sons orquestrals i dissonants. La banda sonora va ser llançada per Waxwork Records el 2019 com a doble LP, convertint-se en la primera banda sonora de la pel·lícula.

## Estrena
Don't Go in the House es va estrenar originalment a les sales regionals, estrenant-se a Honolulu, Hawaii el 9 d'abril de 1980.

### Censura
Malgrat alguns avisos crítics respectables, Don't Go in the House va generar controvèrsia gairebé immediatament a causa de la seva representació gràfica de la mort de Kathy Jordan, la primera víctima de Donny Kohler, i el tema central de l'abús infantil. La pel·lícula es va reduir gairebé tres minuts quan es va estrenar a la Gran Bretanya a l'hivern de 1980, però el segell Arcade va publicar una versió sense tallar en vídeo el 1982; a consciència o no, van anunciar el llançament com "un veritable 'nasty' d'Arcade", i ràpidament va acabar a la llista de títols prohibits del DPP, o video nasty. El tall previ a la versió cinematogràfica britànica va ser llançada en vídeo pel segell Apex l'abril de 1987, tot i que finalment la pel·lícula es va aprovar sense tallar el 2011.

### Resposta crítica
Al lloc web de l'agregador de ressenyes Rotten Tomatoes, Don't Go in the House té una puntuació d'aprovació del 50% basada en 5 crítiques, amb una puntuació mitjana de 3,75/10.
John Stark del San Francisco Examiner va criticar la pel·lícula per la seva representació de la violència, i va escriure: "M'agradaria ser sarcàstic i cínic amb una nova imatge de terror anomenada" Don't Go in the House ... Però no puc. Aquesta pel·lícula és tan malalta i grotesca que et fa escopir les ungles." Escrivint per al News-Pilot de San Pedro, Joseph Bensoua va criticar la pel·lícula, i va escriure que "s'ha d'evitar a tota costa tret que, per descomptat, vulguis avorrir-te fins a morir. Tota la pel·lícula no té suspens ni terror i segueix una trama tallada i seca."
DVD Talk va donar a la pel·lícula un tres i mig sobre cinc, escrivint que, Don't Go in the House "és una d'aquelles pel·lícules rares que funciona molt bé malgrat que copia pel·lícules conegudes" i "és una petita pel·lícula de terror amarga, lletja i desagradable que no treu cap cop de puny i és tan cutre avui com quan es va fer. És eficaç perquè es posa sota la pell malgrat el seu baix pressupost d’origen i defectes evidents". Hysteria Lives! va donar a la pel·lícula una qualificació similar, escrivint: "Grima és l'única paraula per a la pel·lícula de terror psicològic de Joseph Ellison" i "És fàcil oblidar com era de nihilista gran part del cinema de gènere americà quan els anys 70 es van convertir en els 80. (sobretot amb l'allau de camp que era a la volta de la cantonada), però Don't Go in the House és un recordatori fred de temps en què pràcticament qualsevol cosa passava". En una retrospectiva, Dave J. Wilson de Dread Central va considerar que la pel·lícula era poc apreciada i la va anomenar "una fosca, esgarrifosa i trista representació horripilant de les tràgiques repercussions de l'abús infantil".

### Mitjans domèstics
Don't Go into the House es va publicar per primera vegada en vídeo domèstic VHS el 1982 per Media Home Entertainment. Va ser reestrenada en VHS per Video Treasures el 15 de maig de 1988. La pel·lícula va ser llançada per primera vegada en DVD per DVD Ltd el 2 de desembre de 1998. Més tard va ser llançada en DVD per Shriek Show el 29 de novembre de 2005. Més tard, Shriek Show tornaria a estrenar la pel·lícula el 5 de febrer de 2008, com a part dels seus tres discos "Grindhouse Psychos!". El segell estatunidenc de vídeos domèstics Scorpion Releasing va llançar aleshores la pel·lícula a Blu-ray, sense tallar per primera vegada el 2015. El novembre de 2021, Severin Films va anunciar que llançaria una nova edició especial Blu-ray el 25 de gener de 2022. Arrow Video rva llançar una edició especial en Blu-Ray el Regne Unit el febrer de 2022 com a edició de 2 discos i una edició limitada especial de 3 discos "Video Nasty", que ofereix als espectadors l'oportunitat de veure la versió original remasteritzada sense tallar, la versió ampliada, així com veure-la en una forma "VHS" retro.